# Centris flavifrons
Centris flavifrons är en biart som först beskrevs av Fabricius 1775.  Centris flavifrons ingår i släktet Centris och familjen långtungebin. Inga underarter finns listade.